# میکروسکوپ الکترونی کرایو

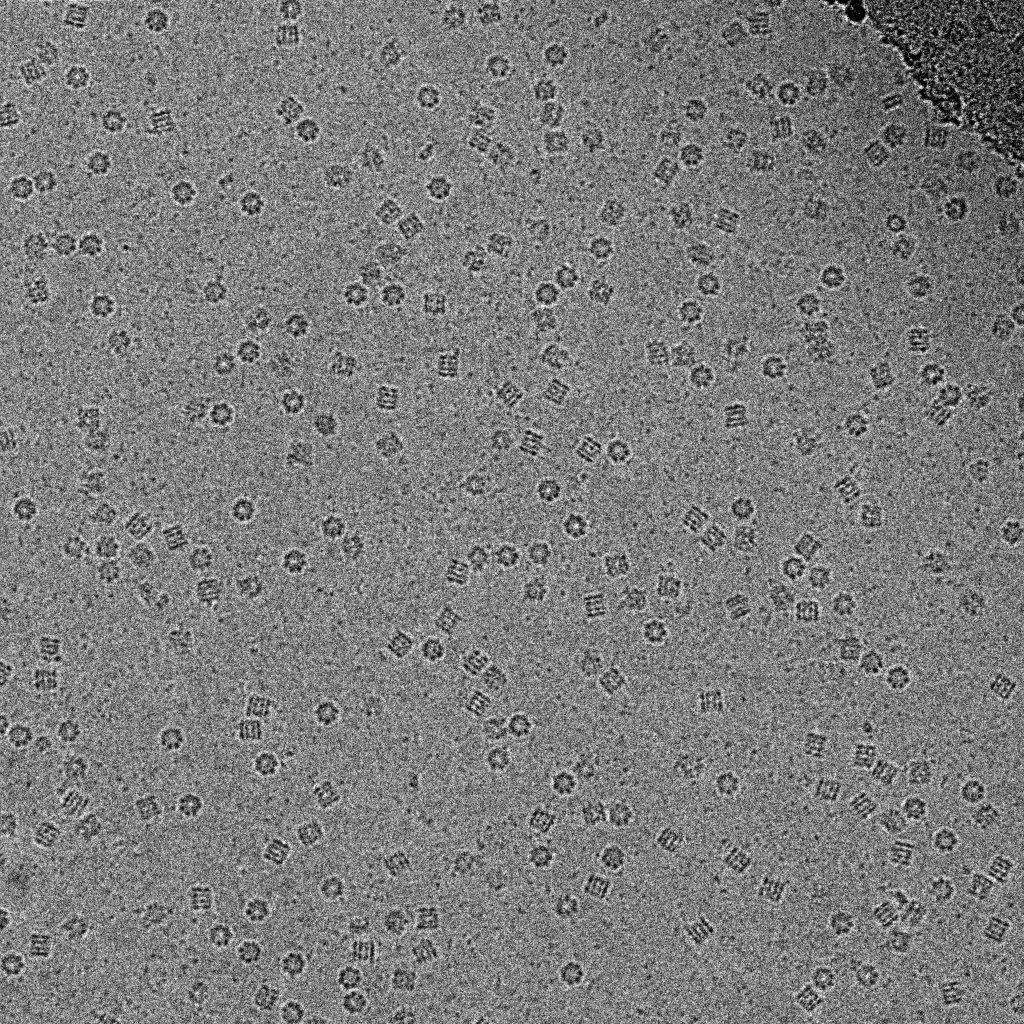
تصویر CryoEM از GroEL معلق در یخ بی‌شکل در ۵۰٬۰۰۰× بزرگنمایی

میکروسکوپ الکترونی کرایو (cryo-EM) یا کرایو میکروسکوپی الکترونی است یک نوع از میکروسکوپ الکترونی عبوری (TEM) که در آن نمونه مورد مطالعه در برودت (به طور کلی در دمای نیتروژن مایع) قرار دارد و لازم به ذکر است که روز به روز بر اهمیت و ارزش این روش تصویر برداری زیست‌شناسی ساختاری افزوده می‌گردد.